# Matías Desiderio
Juan Matías Desiderio (Almagro, Buenos Aires; 27 de marzo de 1980) es un actor, director de cine y productor de cine argentino. Su trabajo ganó la atención después de aparecer en la película Palermo Hollywood (2004) de Eduardo Pinto. En televisión se dio a conocer por sus papeles en las telenovelas Lalola (2007-2008), Camino al amor (2014), Fronteras (2015) y Simona (2018).
A lo largo de su carrera, Desiderio también trabajó en proyectos internacionales que fueron realizados en Brasil, Estados Unidos, México y Uruguay.

## Carrera profesional
A los 17 años, Matías Desiderio comenzó a estudiar actuación y a trabajar como modelo, pero no fue hasta el año 2002 cuando debutó como actor en la obra de teatro Vengo por el aviso que formó parte del ciclo Teatro por la identidad. Ese mismo año, realizó su primera aparición en televisión con una participación en la telenovela de comedia 1000 millones de Canal 13. Luego, realizó una participación especial en la telenovela Costumbres argentinas (2003) de Telefe y en la serie dramática Malandras (2003) de Canal 9. Al año siguiente, Desiderio protagonizó la película dramática independiente Palermo Hollywood (2004) dirigida por Eduardo Pinto, donde interpretó el papel de Pablo. Al poco tiempo, formó parte del elenco principal de la obra 5 gays.com (2004-2005), que significó su primer trabajo en el circuito teatral comercial. Después, continuó extendiendo su trayectoria en televisión participando en las telenovelas Doble vida (2005) de América TV y El tiempo no para (2006) de Canal 9.
Aunque no fue hasta el año 2007 cuando Desiderio adquirió popularidad por su papel en la telenovela Lalola emitida por América TV, en la cual personificó a Martín. Por este papel, fue nominado en la categoría revelación de los premios Martín Fierro y los premios Clarín. En 2008, apareció como actor invitado en las series de comedia Aquí no hay quien viva y B&B. Tiempo después, se unió al elenco secundario de la telenovela Malparida (2010) de Canal 13, en la cual asumió el papel de Pablo Marchetti. En 2011, Desiderio apareció en la película de comedia dramática Viudas de Marcos Carnevale, donde se puso en la piel del camarógrafo Eduardo Moreaux. Poco después, interpretó a Rubén en la película de suspenso dramático Acorralados (2012) de Juan Carlos Desanzo.
Gracias a la exhibición de la película Palermo Hollywood en el Festival de Cine de Sundance, Desiderio se instaló en Los Ángeles para desarrollar su carrera como actor en Estados Unidos. De esta manera, tuvo papeles como actor invitado en las series CSI: Miami y CSI: Nueva York. Luego, apareció en los cortometrajes independientes Ivanka: If We Ever Meet Again (2013) y Freedom Check Point (2013). Sin embargo, en 2014, Desiderio regresó a su país natal para trabajar en la telenovela Camino al amor emitida por Telefe, donde jugó el papel de Fernando Suárez, el esposo de Malena Menéndez (Carina Zampini). Su siguiente papel fue como el médico Pablo Karaí en la serie dramática Fronteras (2015) protagonizada por Isabel Macedo.
Luego de haber estado radicado un tiempo en California, Desiderio volvió nuevamente a Argentina para unirse al elenco de la telenovela juvenil Simona (2018) de eltrece, en la cual interpretó a Mauro Funes, el padre biológico de los hermanos Guerrico. En 2020, tuvo un rol secundario como el subcomisario Fredes en la película dramática Trópico de Sabrina Farji. Ese mismo año, Desiderio coprotagonizó el filme Encontrados dirigido por Diego Musiak. En 2021, protagonizó la cinta brasileña O último jogo de Roberto Studart, donde hizo el papel de Pata del Diablo, el capitán del equipo fútbol de Argentina. Después, tuvo un papel secundario en la película de suspenso La sombra del gato (2021) dirigida por José María Cicala y volvió a colaborar con Sabrina Farji en el filme de comedia romántica Ex casados, haciendo el personaje de Armando.
En 2022, Desiderio protagonizó la cinta de terror apocalíptico El último zombi interpretando el papel del médico Nicolás Finnigan. Seguidamente, se estrenó la película de terror Los olvidados: Cicatrices, en la cual personificó a Billy Bob. Ese mismo año, tuvo un rol secundario en la serie dramática El hincha de elnueve, donde asumió el papel de «Mamut». A principios del 2023, Desiderio estrenó la película Car 24, que se trató de un proyecto cinematográfico escrito, producido, dirigido y protagonizado por él mismo. La cinta fue filmada en Los Ángeles y en ella Desiderio interpretó a Walter, un sicario latino con una adicción a las drogas. Por este trabajo, Desiderio recibió el premio del público en el Festival Internacional de Cine de ARPA. Poco después, protagonizó junto a Daniel Pacheco Bautista la obra teatral Faca estrenada en el teatro Astros, donde jugó el rol del «Perro». De igual manera, en mayo de 2023, Desiderio estelarizó con Magui Bravi la obra romántica Sushi Love, con la cual se embarcaron en una gira recorriendo varias salas de teatro en Uruguay.
Posteriormente, apareció en tres películas de terror estrenadas en simultáneo en el festival de cine Buenos Aires Rojo Sangre, siendo estas Bloody Mary (2024) dirigida por Taz Pereyra, Las nubes (2024) dirigida por Eduardo Pinto y Desde adentro (2024) dirigida por Matías Rispau, en esta última también se desempeñó como productor. A fines de ese año, Desiderio formó parte de la segunda temporada de la serie de comedia mexicana El niñero de Netflix, donde hizo el papel de Matías.

## Filmografía

### Cine
| Año  | Título                        | Papel            | Notas                                        |
| ---- | ----------------------------- | ---------------- | -------------------------------------------- |
| 2004 | Palermo Hollywood             | Pablo            |                                              |
| 2010 | First Mission                 | Pablo Diablo     |                                              |
| 2011 | Viudas                        | Eduardo Moreaux  |                                              |
| 2012 | Acorralados                   | Rubén            |                                              |
| 2013 | Ivanka: If We Ever Meet Again | Juan             | Cortometraje                                 |
| 2013 | Freedom Check Point           | Electricista     | Cortometraje                                 |
| 2014 | Algo azul                     | Marido           | Cortometraje                                 |
| 2020 | Trópico                       | Fredes           |                                              |
| 2020 | Encontrados                   | Hugo             |                                              |
| 2021 | Una casa con diez pinos       | Mauricio         |                                              |
| 2021 | O último jogo                 | Pata del Diablo  |                                              |
| 2021 | La sombra del gato            | El Loco          |                                              |
| 2021 | Ex casados                    | Armando          |                                              |
| 2022 | El último zombi               | Nicolás Finnigan |                                              |
| 2022 | Los olvidados: Cicatrices     | Billy Bob        |                                              |
| 2023 | Car 24                        | Walter           | También como director, guionista y productor |
| 2024 | Bloody Mary                   | Iván             |                                              |
| 2024 | Desde adentro                 | Doc              | También como productor                       |
| 2024 | Las nubes                     | Daniel           |                                              |
| 2025 | Gatillero                     | Lalo             |                                              |
| 2025 | Hubbard Street                | Sergio           |                                              |

### Televisión
| Año       | Título                           | Papel                    | Notas                                       |
| --------- | -------------------------------- | ------------------------ | ------------------------------------------- |
| 2002      | 1000 millones                    | Hombre violento          | Capítulo 55; acreditado como Juan Desiderio |
| 2002      | El mago                          |                          |                                             |
| 2003      | Costumbres argentinas            | Tomás «Tomy»             |                                             |
| 2003      | Malandras                        | Ian                      |                                             |
| 2003      | Dr. Amor                         |                          |                                             |
| 2004      | Historias de sexo de gente común | Martín                   | Episodio: «Confusiones»                     |
| 2004      | La niñera                        | Javier                   | Episodio: «La ira ola está de fiesta»       |
| 2004      | Jesús, el heredero               |                          |                                             |
| 2005      | Los Roldán                       |                          |                                             |
| 2005      | Doble vida                       | Mariano                  |                                             |
| 2006      | El tiempo no para                | Lucrecio «Cuqui» Pereyra |                                             |
| 2007-2008 | Lalola                           | Martín                   |                                             |
| 2008      | Aquí no hay quien viva           | Frank                    | Episodio: «Mi bebé, tú bebé, nuestro bebé»  |
| 2008      | B&B                              | Pedro                    |                                             |
| 2009      | Tiempo de cuentos y leyendas     |                          |                                             |
| 2010      | Malparida                        | Pablo Marchetti          |                                             |
| 2011      | Los Únicos                       | Facundo                  |                                             |
| 2011      | Amas de casa desesperadas        |                          |                                             |
| 2014      | Camino al amor                   | Fernando Suárez          |                                             |
| 2015      | Fronteras                        | Pablo Karaí              |                                             |
| 2018      | Simona                           | Mauro Funes              |                                             |
| 2022      | El hincha                        | «Mamut»                  |                                             |
| 2024      | El niñero                        | Matías                   |                                             |
| 2025      | El ADN del delito                | Xuxa                     |                                             |

## Teatro
| Año       | Título             | Papel      | Lugar             |
| --------- | ------------------ | ---------- | ----------------- |
| 2002      | Vengo por el aviso | Rolo       | Teatro La Máscara |
| 2004-2005 | 5 gays.com         | Mariano    | Teatro Lorange    |
| 2023      | Faca               | «El Perro» | Teatro Astros     |
| 2023      | Sushi Love         | Nicolás    | Gira por Uruguay  |

## Premios y nominaciones
| Año  | Organización                           | Categoría                           | Trabajo | Resultado | Ref(s)        |
| ---- | -------------------------------------- | ----------------------------------- | ------- | --------- | ------------- |
| 2007 | Premios Clarín                         | Mejor actor revelación - Televisión | Lalola  | Nominado  | [ 25 ]        |
| 2008 | Premios Martín Fierro                  | Artista revelación                  | Lalola  | Nominado  | [ 26 ]        |
| 2022 | Festival Internacional de Cine de ARPA | Mejor película                      | Car 24  | Nominado  | [ 27 ] [ 28 ] |
| 2022 | Festival Internacional de Cine de ARPA | Premio del público                  | Car 24  | Ganador   | [ 27 ] [ 28 ] |